# Кварцит
Кварцит је масивна метаморфна стена која настаје метаморфозом кварцног пешчара. Метаморфоза пешчара у кварцит дешава се услед великог притиска и температуре. Такви термодинамички услови везани су за тектонску компресију у орогеним појасевима. Чист кварцит је обично бео до светлосив, мада се може јавити и у различитим нијансама розе и црвене боје, које потичу од од оксида гвожђа. Друге боје (жута, наранџаста) се могу јавити, ако су присутне мање количине других елемената.
Ортокварцит је веома чист кварцни пешчар, изграђен углавном од добро обрађених зрна кварца, повезаних силикатним везивом. Ортокварцит обично садржи око 99% силицијум-диоксида, веома мале количине оксида гвожђа и трагове резистентних минерала, као што су: циркон, рутил и магнетит. Иако може садржати фосиле, у овој стени је сачувана оригинална текстура и седиментна структура.
Кварцит је стена која је веома отпорна на ерозију, па због тога веома често изграђује гребене и врхове. Веома мали садржај силицијума у стени, доводи до тога да се елувијацијом формира веома мала количина растреситог покривача. Из тог разлога су масе кварцита покривене веома танким слојем растреситог покривача (елувијума) и веома малом количином вегетације.

## Карактеристике и порекло
Кварцит је веома тврда стена састављена претежно од испреплетеног мозаика кварцних кристала. Зрнаста површина налик брусном папиру је стакластог изгледа. Мање количине некадашњих материјала за цементирање, оксида гвожђа, силицијум диоксида, карбоната и глине, често мигрирају током рекристализације, узрокујући стварање пруга и сочива унутар кварцита. Да би била класификована као кварцит од стране Британског геолошког завода, метаморфна стена мора да садржи најмање 80% кварца по запремини.
Кварцит се обично сматра метаморфним по пореклу. Када је пешчар подвргнут великој топлоти и притиску повезаним са регионалним метаморфизмом, појединачна зрна кварца се рекристализују заједно са претходним цементним материјалом. Већина или сва оригинална текстура и седиментне структуре пешчара су избрисане метаморфизмом. Рекристализована кварцна зрна су приближно једнаке величине, формирајући такозвану гранобластну текстуру, а такође показују знаке метаморфног жарења, при чему зрна постају грубља и добијају полигоналнију текстуру. Зрна су тако чврсто повезана да када се стена разбије, она се ломи кроз зрна и формира неправилан или конхоидални прелом.
Геолози су до 1941. године препознали да неке стене показују макроскопске карактеристике кварцита, иако нису биле подвргнуте метаморфизму при високом притиску и температури. Ове стене су биле подложне само много нижим температурама и притисцима повезаним са дијагенезом седиментних стена, али је дијагенеза толико темељно цементирала стену да је неопходно микроскопско испитивање да би се разликовала од метаморфног кварта. Термин ортокварцит се користи за разликовање такве седиментне стене од метакварцита произведеног метаморфизмом. По аналогији, термин ортокварцит се повремено уопштеније примењује на било који кварцно-цементирани кварцни аренит. Ортокварцит (у ужем смислу) је често 99% SiO2 са само врло малим количинама оксида гвожђа и минерала отпорних на трагове као што су циркон, рутил и магнетит. Иако је нормално присутно мало фосила, оригинална текстура и седиментне структуре су очуване.

## Заступљеност
У Сједињеним Државама, формације кварцита се могу наћи у неким деловима Пенсилваније, области Вашингтона, источне Јужне Дакоте, централног Тексаса, југозападне Минесоте, државног парка Ђавоље језеро у ланцу Барабу у Висконсину, ланац Васач у Јути, близу Солт Лејк Ситија, Јута и као отпорни гребени у Апалачима и другим планинским регионима. Кварцит се такође налази у руднику бакра Моренци у Аризони. Град кварцзит у западној Аризони добио је име по кварцитима у оближњим планинама у Аризони и југоисточној Калифорнији. Стакласти кварцит је описан међи онима из Белтске супергрупе у округу Кор Д'Ален у северном Ајдаху.
Палеопротерозојске кварцит-риолитне сукцесије су уобичајене у преткамбријским сутеренским стенама западне Северне Америке. Кварцити у овим следовима се тумаче као седиментни слојеви депоновани на старијим зеленкаменитим појасевима. Кварцитно-риолитне сукцесије могу забележити формирање залучних басена дуж ивице Лаурентије, древног језгра Северне Америке, између епизода изградње планина током склапања континента. Кварцити су често скоро чисти кварц, што је збуњујуће за седименте који су сигурно еродирали из магматских стена. Њихова чистоћа може одражавати необичне услове хемијског трошења, у време када је Земљина атмосфера почела да се оксигенише.
У Уједињеном Краљевству, стеновити гребен кварцита под називом Стиперстонс (рани ордовицијум – епоха арениг, 500 Ма) тече паралелно са раседом Понтесфорд-Линлеј, 6 km северозападно од Лонг Мајнда у јужном Шропширу. У Енглеској се такође могу наћи камбријски „рекински кварцит” (у Шропширу), и камбријски „хартшилски кварцит” (област Нунеатон). У Велсу, планини Холихед и већем делу Светог острва код Англсија се налазе виден преткамбријске кварцитне стене и литице. У Шкотском висоравни, неколико планина (нпр. Фоинавен, Аркл) састављених од камбријског кварцита може се наћи у крајњем северозападном појасу Мојн траст белта који се протеже у уском појасу од Лок Ерибола у правцу југозапада до Скаја.
У континенталној Европи, различита регионално изолована лежишта кварцита постоје на површинском нивоу у појасу од Рајнског масива и немачког Централног горја до Западне Чешке, на пример у планинама Таунус и Харц. У Пољској налазишта кварцита на површинском нивоу постоје у планинама Свиетокрзиские. У Норвешкој се налазишта копају у близини Аустертане, која је један од највећих каменолома на свету са 850.000 метричких тона) годишње, и Марнес код Сандхорноја са производњом од 150.000 метричких тона годишње. Лежишта се такође ваде у Крагеру, а познато је и неколико других лежишта, али се активно не вади.

## Употребе
Кварцит је декоративни камен и може се користити за облагање зидова, као кровне плочице, као подови и степенице. Његова употреба за радне плоче у кухињама се брзо шири. Тврђи је и отпорнији на мрље од гранита. Здробљени кварцит се понекад користи у изградњи путева. Кварцит високе чистоће се користи за производњу феросилицијума, индустријског силицијумског песка, силикона и силицијум карбида. Током палеолита, кварцит се, уз кремен, кварц и друге литичке сировине, користио за израду каменог оруђа.

## Безбедност
Како је кварцит облик силицијум диоксида, то је могући разлог за забринутост на различитим радним местима. Сечење, брушење, уситњавање, бушење и полирање производа од природног и произведеног камена могу да испусте опасне нивое веома малих, кристалних честица силицијумске прашине у ваздух који радници удишу. Кристални силицијум респираторне величине је признати канцероген за људе и може довести до других болести плућа као што су силикоза и плућна фиброза.

## Етимологија
Термин кварцит потиче од  .
- Кварцит планинске формације Проспект на врху Досо Дојабија у округу Вајт Пајн, Невада
- Кварцит из Салангена, Јужни Тромс, Норвешка, показује издужене кристале повезане са режимима високих напрезања
- Танак пресек кварцита из Салангена, Јужни Тромс, Норвешка, показује издужене кристале повезане са режимима високих напрезања